# Zingiber intermedium
Zingiber intermedium är en enhjärtbladig växtart som beskrevs av John Gilbert Baker. Zingiber intermedium ingår i släktet Zingiber och familjen Zingiberaceae. Inga underarter finns listade i Catalogue of Life.